# Три ярки (заповідне урочище)
Три Ярки́ — заповідне урочище місцевого значення в Україні. Розташоване в межах Прилуцького району Чернігівської області, на північний захід від смт Ладан. 
Площа 83 га. Статус присвоєно згідно з рішенням Чернігівського облвиконкому від 27.07.1975 року № 319; від 27.12.1984 року № 454; від 28.08.1989 року № 164. Перебуває у віданні ДП «Прилуцьке лісове господарство» (Ладанське л-во, кв. 126). 
Статус присвоєно для збереження лісового масиву з цінними насадженнями дуба. Ліс зростає на схилах трьох балок (ярів), де бере початок потік Ладанка (притока Удаю).

## Галерея

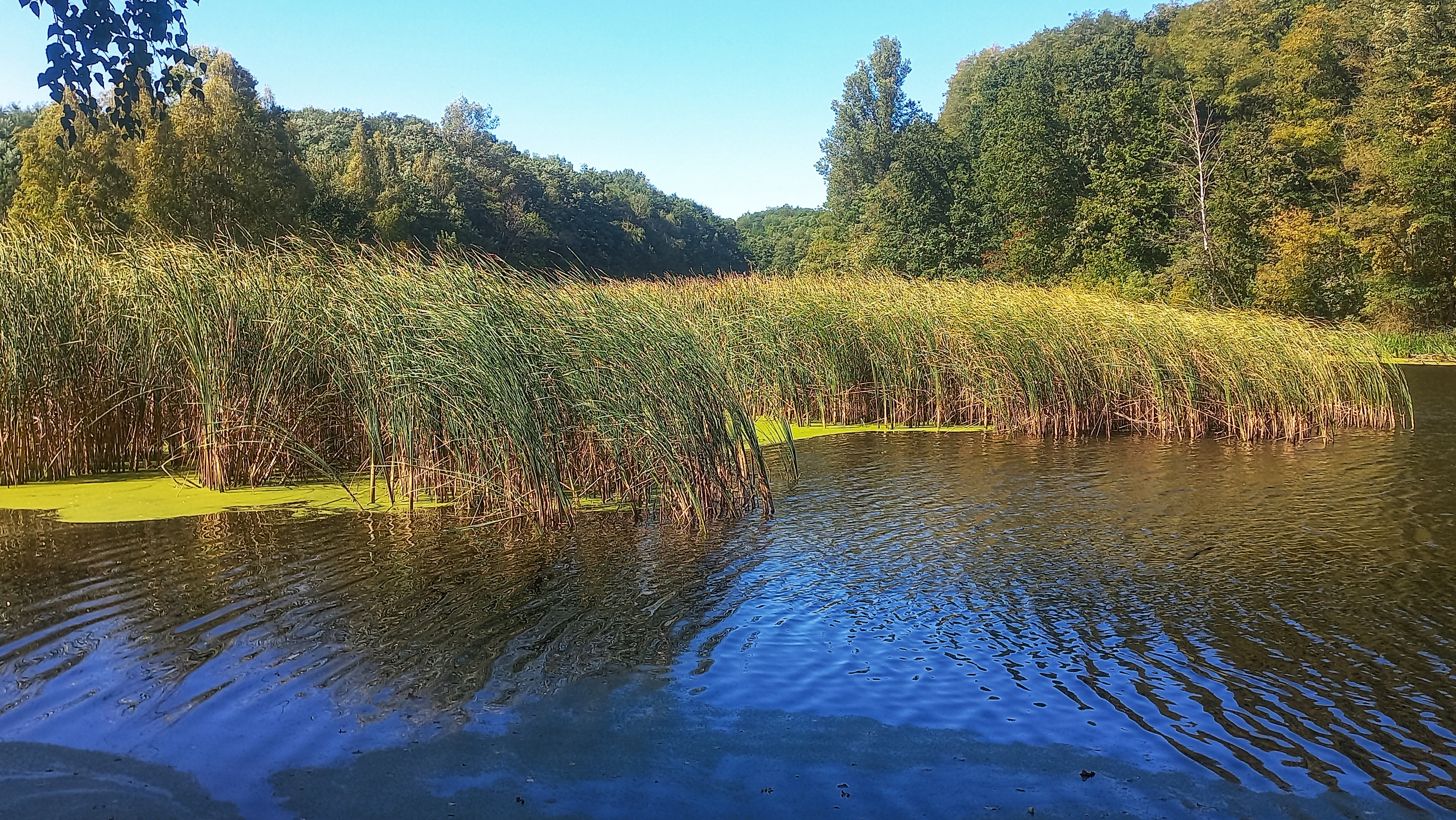
Три Ярки
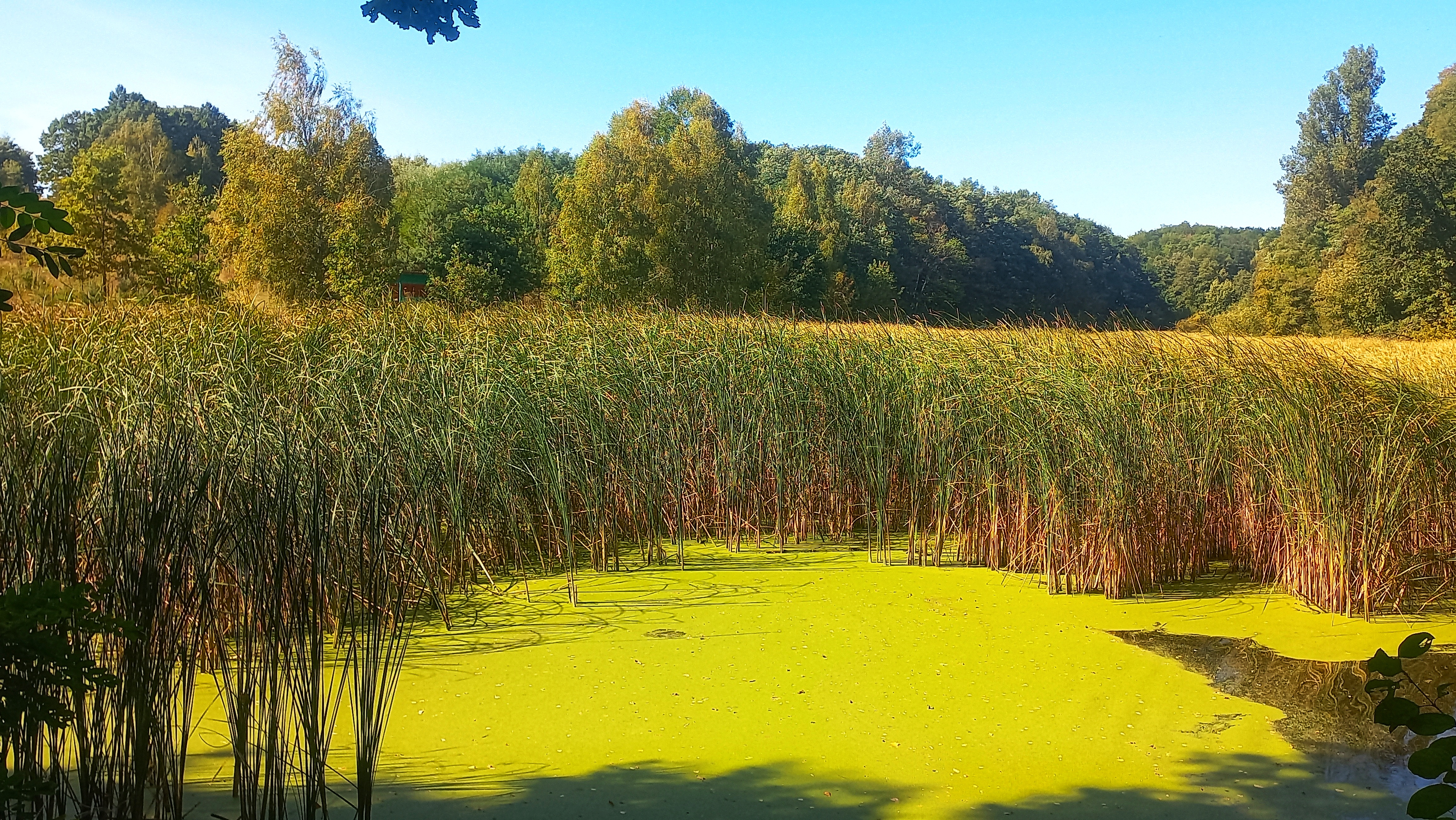
Заплава Ладанки
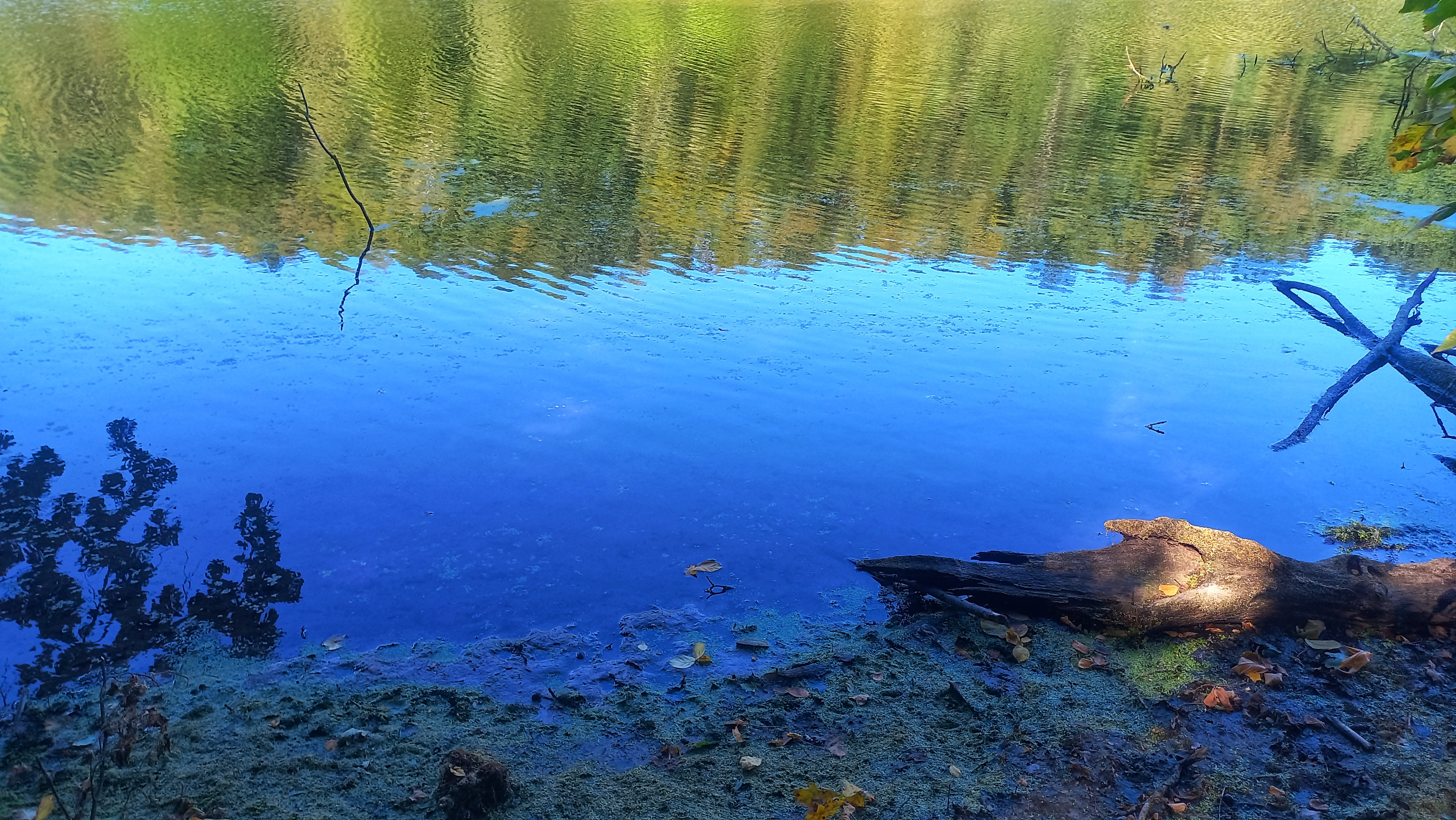
Річка Ладанка